# Uname

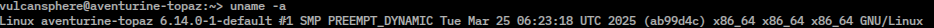
تصویری از uname در لینوکس

uname یکی از دستورهای خطّ فرمان یونیکس است و برخی اطّلاعات سیستم را چاپ می‌کند.

## گزینه ها
| نام گزینه | عملکرد                                     |
| --------- | ------------------------------------------ |
| -a        | نام اطلاعات را چاپ می‌کند.                  |
| -s        | نام هسته سیستم عامل را چاپ می‌کند.          |
| -n        | نام میزبان در شبکه را چاپ می‌کند.           |
| -r        | شماره انتشار هسته سیستم عامل را چاپ می‌کند. |
| -v        | نسخه هسته را چاپ می‌کند.                    |
| -p        | نوع پردازنده را چاپ می‌کند.                 |
| -o        | نام سیستم عامل را چاپ می‌کند.               |

مثال:
```
$
 
uname
 
-a
Linux
 
debian
 
2
.6.32-5-686
 
#1 SMP Wed Jan 12 04:01:41 UTC 2011 i686 GNU/Linux

```

و یا در یک سیستم فری‌بی‌اس‌دی:
```
uname
 
-a
FreeBSD
 
9
.1-STABLE
 
FreeBSD
 
9
.1-STABLE
 
#0 r252901: Sun Jul  7 05:34:28 IRDT 2013     root@daemonology:/usr/obj/usr/src/sys/GENERIC  amd64

```